# Scherwiller
Scherwiller (deutsch Scherweiler) ist eine französische Gemeinde mit 3153 Einwohnern (Stand 1. Januar 2021) im Département Bas-Rhin in der Region Grand Est (bis 2015 Elsass). Sie ist das Zentrum des Rieslinganbaus im Weinbaugebiet Elsass. 67 % der angebauten Reben in Scherwiller sind Riesling. Scherwiller gehört der Communauté de communes de Sélestat an.

## Geschichte
Während der deutschen Besatzung im Zweiten Weltkrieg wurde die Synagoge von Scherwiller als Lager für polnische Zwangsarbeiter verwendet. Die im Ort verbliebenen jüdischen Einwohner wurden 1940 nach Südfrankreich deportiert. Laut Yad Vashem wurden dreizehn ehemalige Einwohner Opfer der Endlösung.

## Bevölkerungsentwicklung
| Jahr      | 1962 | 1968 | 1975 | 1982 | 1990 | 1999 | 2007 | 2017 |
| Einwohner | 2269 | 2300 | 2368 | 2382 | 2278 | 2614 | 3009 | 3195 |

## Sehenswürdigkeiten
Der Ort hat Fachwerkhäuser und Renaissance-Bauten. Von 1670 stammen der Wachturm mit Erker und der Zehnthof. 1525 fand hier ein Massaker der revoltierenden Bauern (Deutscher Bauernkrieg) statt. Überragt wird Scherwiller von den Burgruinen Ortenberg und Ramstein.
Die ehemalige Synagoge (Monument historique) wird heute als Feuerwehrhaus genutzt. Daneben befindet sich das ehemalige Rabbinerhaus (Monument historique).

## Regelmäßige Veranstaltungen
Rieslingfest ist jedes Jahr Mitte August, wo alle Weinkeller geöffnet sind. Im Juli findet an mehreren Tagen das Waschweiberfest am Aubach im Dorfzentrum statt. Die Waschweiber waschen in ihren traditionellen Kostümen 'dreckige Wäsche' im doppelten Sinne: Mit viel Gesang und kurzen Geschichten wird das Geschehen im Dorf aufgezeigt. Für die Besucher gibt es Flammkuchen und den berühmten Riesling von Scherwiller.
Am ersten Wochenende im September findet jedes Jahr der traditionelle Sentier Gourmand statt, eine Wanderung vom Ortszentrum durch die Weinberge von Scherwiller bis zur besten Lage, dem Rittersberg. Alle Winzer von Scherwiller beteiligen sich an diesem gastronomischen Spaziergang. An acht Stationen entlang der Strecke gibt es jeweils eine kleine Mahlzeit und Weine einer Rebsorte aller Winzer zu verkosten. Der Sentier Gourmand endet am Rathaus mit einem gemütlichen Weinfest zum Ausklang des Tages. Jedes Jahr nehmen ca. 3000 Besucher aus ganz Europa an dieser Veranstaltung teil.

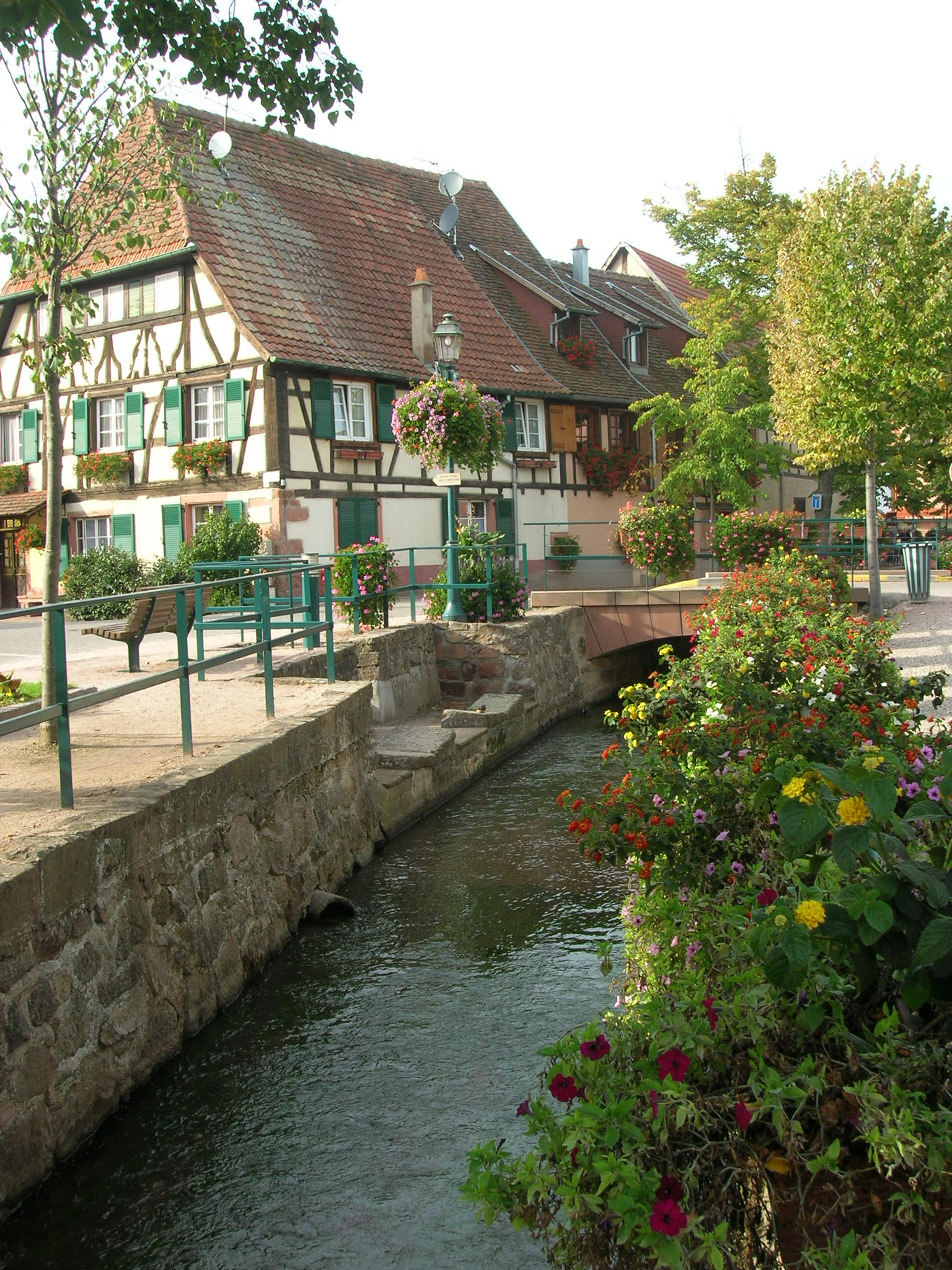
Am Aubach
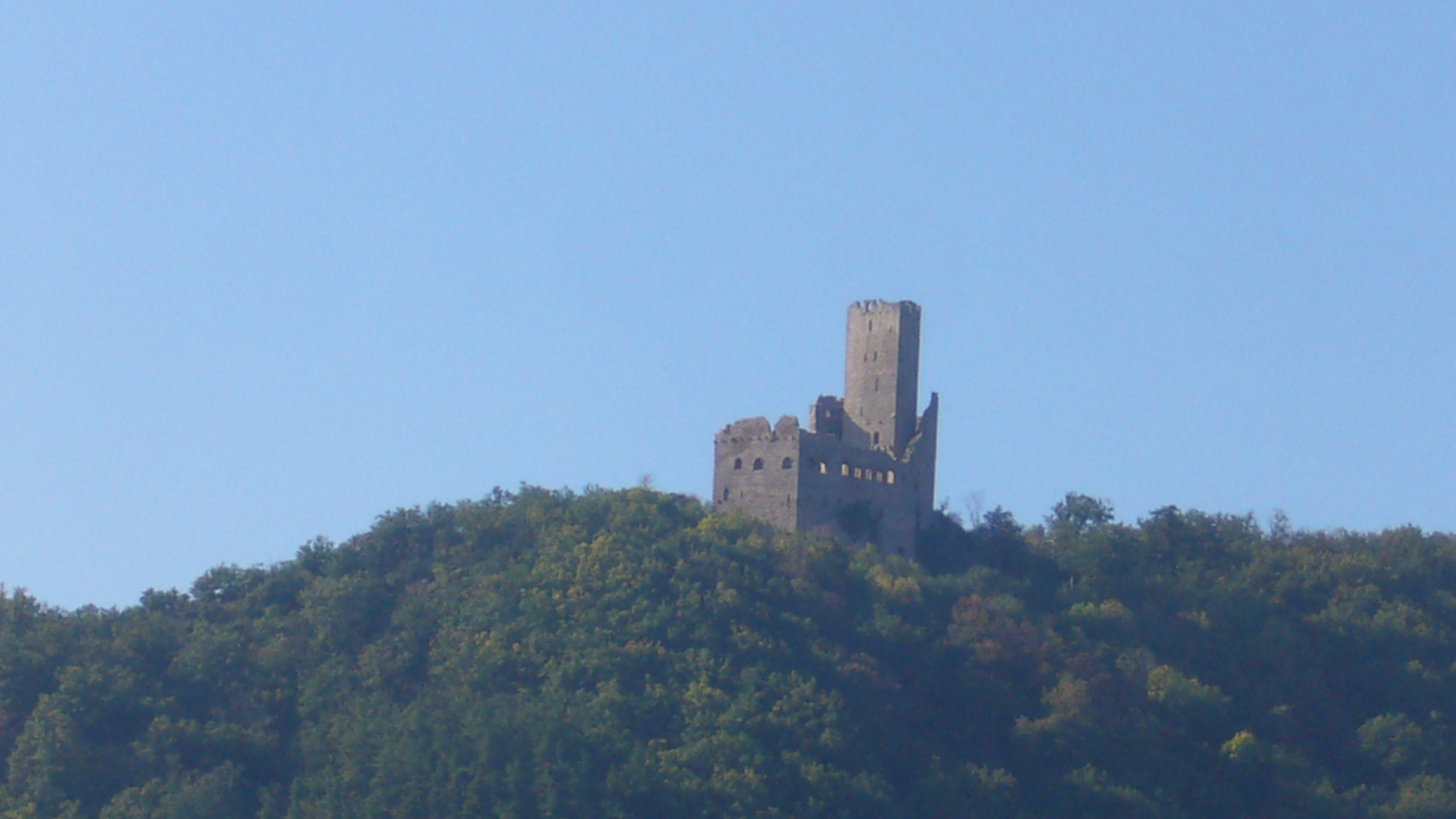
Burg Ortenberg von Scherwiller aus gesehen
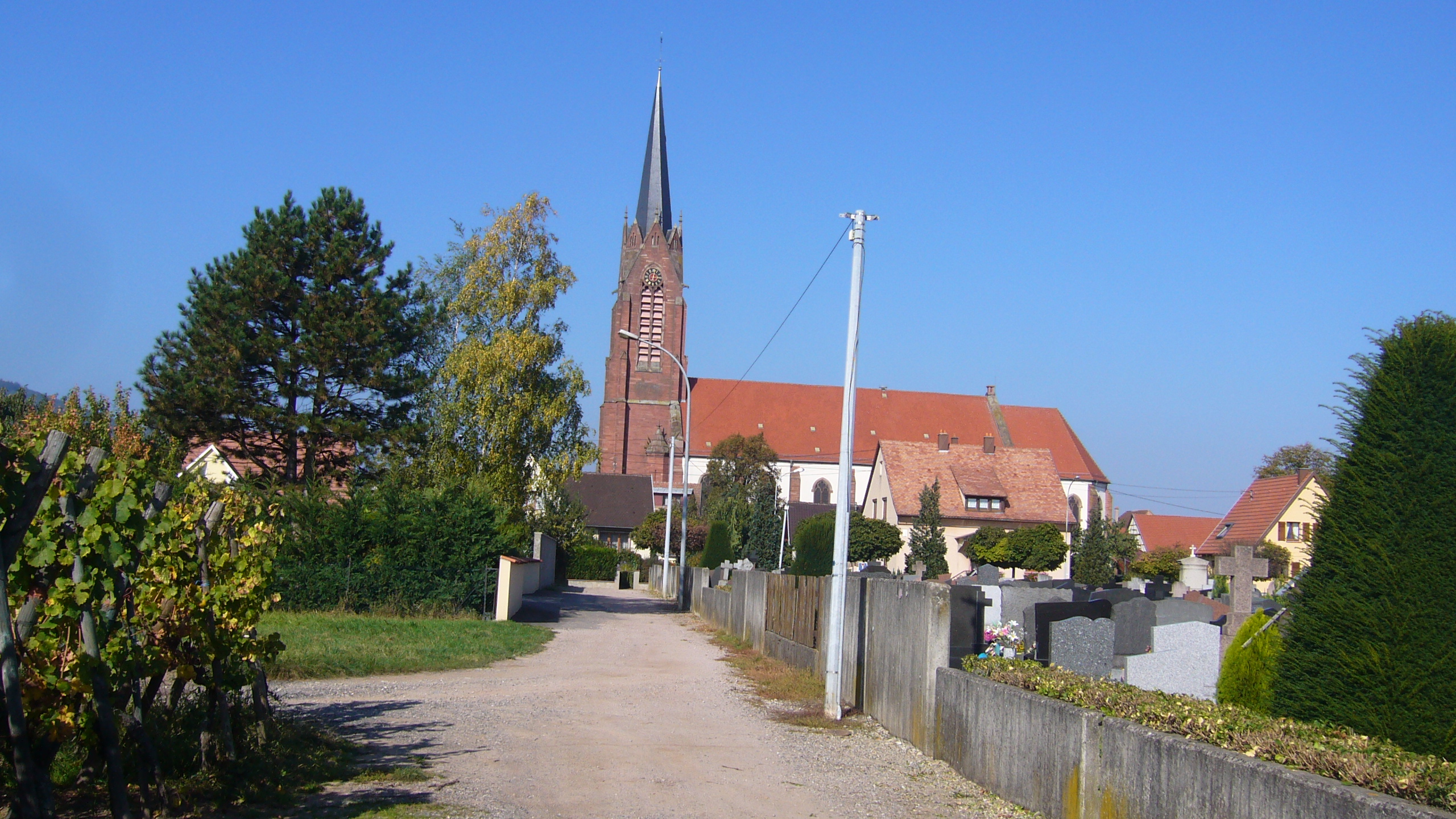
Kirche St. Peter und Paul
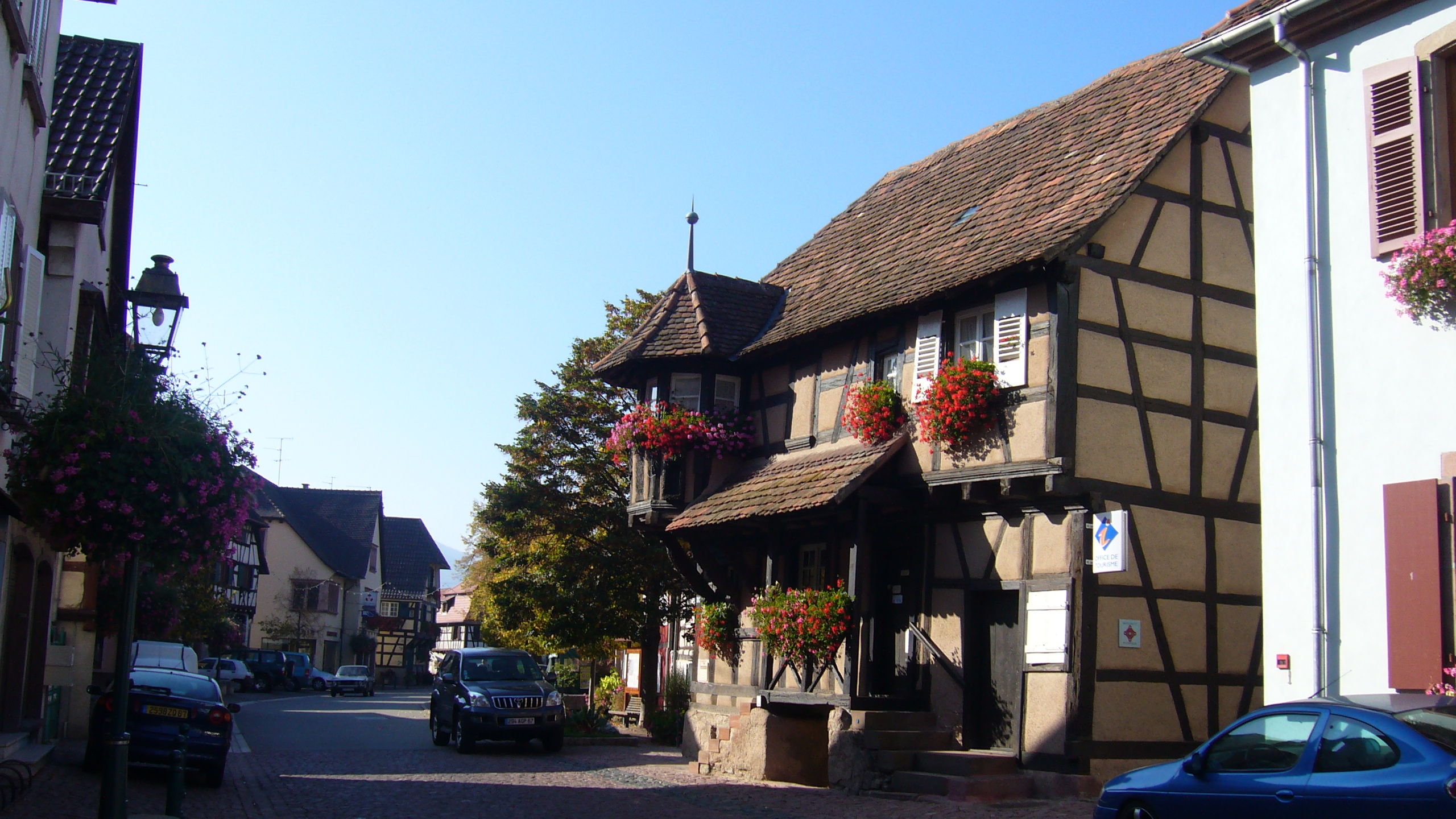
Corps de garde aus dem 18. Jahrhundert

## Verkehr
Scherwiller liegt an der Bahnstrecke Sélestat–Saverne und ist mit TER-Zügen an Strasbourg und Sélestat angebunden.